# Campionati del mondo Ironman del 1984
I Campionati del mondo Ironman del 1984 hanno visto trionfare per la quarta volta tra gli uomini lo statunitense Dave Scott, davanti ai connazionali Scott Tinley e Grant Boswell.
Tra le donne si è laureata campionessa del mondo per la seconda volta consecutiva la canadese Sylviane Puntous.
Entrambi i vincitori hanno registrato il tempo record nella competizione. Dave Scott ha chiuso la gara abbattendo il muro delle nove ore, con un tempo di 8:54:20, abbassando di più di dieci minuti il precedente record a lui appartenente nell'edizione del 1983.
Sylviane Puntous ha chiuso con un tempo di 10:25:13, migliorando il record di più di diciotto minuti, a lei appartenente nella competizione del 1983.
Si è trattata della 8ª edizione dei campionati mondiali di Ironman, che si tengono annualmente dal 1978 con una competizione addizionale che si è svolta nel 1982. I campionati sono organizzati dalla World Triathlon Corporation (WTC).

## Ironman Hawaii - Classifica

### Uomini
| Pos. | Tempo   | Nome           | Paese       | Ripartizione tempi | Ripartizione tempi | Ripartizione tempi | Ripartizione tempi | Ripartizione tempi |
| Pos. | Tempo   | Nome           | Paese       | Nuoto              | T1                 | Bici               | T2                 | Corsa              |
| ---- | ------- | -------------- | ----------- | ------------------ | ------------------ | ------------------ | ------------------ | ------------------ |
|      | 8:54:20 | Dave Scott     | Stati Uniti | 0:50:21            | 0:00               | 5:10:59            | 0:00               | 2:53:00            |
|      | 9:18:45 | Scott Tinley   | Stati Uniti | 0:55:54            | 0:00               | 5:18:52            | 0:00               | 3:03:57            |
|      | 9:23:55 | Grant Boswell  | Stati Uniti | 0:53:07            | 0:00               | 5:15:04            | 0:00               | 3:15:44            |
| 4    | 9:27:11 | Rob Barel      | Paesi Bassi | 0:53:03            | 0:00               | 5:10:22            | 0:00               | 3:23:45            |
| 5    | 9:35:02 | Mark Allen     | Stati Uniti | 0:50:22            | 0:00               | 4:59:21            | 0:00               | 3:45:19            |
| 6    | 9:38:39 | John Howard    | Stati Uniti | 1:07:52            | 0:00               | 4:56:49            | 0:00               | 3:33:57            |
| 7    | 9:43:55 | David Evans    | Stati Uniti | 0:59:00            | 0:00               | 5:21:32            | 0:00               | 3:23:23            |
| 8    | 9:48:49 | Chris Hinshaw  | Stati Uniti | 0:49:07            | 0:00               | 5:20:26            | 0:00               | 3:39:15            |
| 9    | 9:56:21 | Steve Sine     | Stati Uniti | 1:03:03            | 0:00               | 5:39:07            | 0:00               | 3:14:11            |
| 10   | 9:59:02 | Scott Skultety | Stati Uniti | 0:58:45            | 0:00               | 5:33:37            | 0:00               | 3:26:39            |

### Donne
| Pos. | Tempo    | Nome                    | Paese       | Ripartizione tempi | Ripartizione tempi | Ripartizione tempi | Ripartizione tempi | Ripartizione tempi |
| Pos. | Tempo    | Nome                    | Paese       | Nuoto              | T1                 | Bici               | T2                 | Corsa              |
| ---- | -------- | ----------------------- | ----------- | ------------------ | ------------------ | ------------------ | ------------------ | ------------------ |
|      | 10:25:13 | Sylviane Puntous        | Canada      | 1:00:45            | 0:00               | 5:50:36            | 0:00               | 3:33:51            |
|      | 10:27:28 | Patricia Puntous        | Canada      | 1:00:51            | 0:00               | 5:50:31            | 0:00               | 3:36:05            |
|      | 10:38:10 | Julie Olson             | Stati Uniti | 1:00:33            | 0:00               | 5:37:43            | 0:00               | 3:59:54            |
| 4    | 10:40:33 | Joanne Ernst            | Stati Uniti | 1:04:40            | 0:00               | 5:49:24            | 0:00               | 3:46:28            |
| 5    | 11:03:20 | Moira Hornby            | Stati Uniti | 1:05:32            | 0:00               | 6:12:49            | 0:00               | 3:44:58            |
| 6    | 11:05:02 | Jennifer Hinshaw        | Stati Uniti | 0:50:31            | 0:00               | 5:58:36            | 0:00               | 4:15:54            |
| 7    | 11:06:08 | Juliana Harrisonbrening | Stati Uniti | 1:00:32            | 0:00               | 5:54:56            | 0:00               | 4:10:39            |
| 8    | 11:07:37 | Karen Mckeachie         | Stati Uniti | 1:09:11            | 0:00               | 6:10:11            | 0:00               | 3:48:13            |
| 9    | 11:12:10 | Jacqueline Shaw         | Stati Uniti | 1:03:09            | 0:00               | 5:41:19            | 0:00               | 4:27:41            |
| 10   | 11:21:30 | Anne Dandoy             | Stati Uniti | 1:10:13            | 0:00               | 6:08:51            | 0:00               | 4:02:25            |